# Djerv
Djerv – norweska grupa wykonująca szeroko pojętą muzykę rockową. Powstała w 2009 roku z inicjatywy wokalistki Agnete Kjølsrud znanej z występów w grupie Animal Alpha, perkusisty Erlenda Gjerde - członka koncertowego składu formacji Wardruna oraz gitarzysty Stiana Kårstada z zespołu Trelldom. 
W 2010 roku muzycy zarejestrowali materiał demo który przyczynił się bezpośrednio do występu na jednym z największych norweskich festiwali - Øyafestivalen w Oslo, jeszcze w 2010 roku. 3 sierpnia tego samego roku grupa wydała trzyutworowy minialbum pt. Headstone EP. Nagrania zostały zarejestrowane jesienią 2009 roku w różnych studiach w Oslo. Utwory wyprodukowane przez Djerv zostały zmiksowane przez Vangelisa Labrakisa i Stamosa Koliousisa, który później objął także funkcję drugiego gitarzysty zespołu. Z kolei mastering odbył się w Livingroom Studios w Oslo. Okładkę namalował Christian Sloan Hall znany ze współpracy z grupami Dimmu Borgir, Testament i Slayer. W międzyczasie koncertowy skład uzupełnił basista Victor Brandt - w latach 2008-2009 związany z formacją Satyricon. Już jako kwintet Djerv odbył norweską trasę Summer Slaughter 2010.
Pierwszy album formacji zatytułowany Djerv ukazał się 17 czerwca 2011 roku. Wydawnictwo ukazało się w Europie nakładem Indie Recordings, z wyjątkiem Czech i Polski gdzie płytę wydała firma Mystic Production. Debiut został zarejestrowany we współpracy z inżynierem Danielem Bergstrandem znanym m.in. ze współpracy z grupami In Flames, Meshuggah i Behemoth. Miksowanie wykonał amerykański producent, laureat Grammy - Matt Hyde, który poprzednio współpracował z Hatebreed i Monster Magnet. Masteringowi wszystkie kompozycje poddał Tom Baker w Precision Mastering w Los Angeles w Stanach Zjednoczonych. W ramach promocji do utworu "Madman" został zrealizowany teledysk który wyreżyserowali Jørn Veberg i Johan Sæther. Nagrania zadebiutowały na 8. miejscu VG-Lista w Norwegii.

## Dyskografia
| 2010                           | Headstone EP - Data: 3 sierpnia 2010 - Wydawca: Katapult Music, Indie Distribution - Format: digital stream, digital download | — |
| 2011                           | Djerv - Data: 17 czerwca 2011 - Wydawca: Indie Recordings, Mystic Production - Format: CD, LP, digital download               | 8 |
| "—" pozycja nie była notowana. | |   |